# Guatinicamame
Guatinicamame, misteriozni indijanski narod za koji se kaže da su pripadali skupini mazatecan ili chinantecan, velika porodicas otomang. Spominju ih stari kolonijalni dokumenti iz Cortezovog vremena koji kažu da su govorili drugačjim jezikom od astečkog. Živjeli su u kišnim šumama Chinantle u Meksiku.
Dokumenti spominju njihovog kacika Coatelicamata, a njihovu zemlju sa sedam gradova pod imenom Teniz (Tenis, Tenez). Kaže se da su bili veoma ratoborni i naoružani dugačkim kopljima, te da nisu bili podložni Astecima.